# Evolvulus squamosus
Evolvulus squamosus är en vindeväxtart som beskrevs av Nathaniel Lord Britton. Evolvulus squamosus ingår i släktet Evolvulus och familjen vindeväxter. Inga underarter finns listade i Catalogue of Life.